# Ferrari 348
Ferrari 348 är en 2-sitsig sportbil från Ferrari som tillverkades mellan 1989 och 1995. Den ersatte Ferrari 328, och efterträddes av Ferrari F355. Utseendemässigt har bilen likheter med den större Ferrari Testarossa med sina speciellt utformade luftintag för kylarna.

## Motor
Bilen hade en mittmonterad V8 på 3,4 liter och 300 hk (233 kW). Motorn var en vidareutveckling av 328-motorn, men den var nu längsställd, med växellådan placerad på tvären bakom. Likt den större Ferrari Testarossa var kylarna placerade vid motorn, framför bakhjulen. 
Med introduktionen av GTB/GTS 1993 ökades effekten till 320 hk.
| Modell  | Motor              | Cylindervolym | Effekt | Bränsle            |
| ------- | ------------------ | ------------- | ------ | ------------------ |
| tb/ts   | 8-cyl V-motor dohc | 3405 cm³      | 300 hk | Bränsleinsprutning |
| GTB/GTS | 8-cyl V-motor dohc | 3405 cm³      | 320 hk | Bränsleinsprutning |

## 348 tb/ts
Den nya Ferrarin introducerades på bilsalongen i Frankfurt hösten 1989. Den tillverkades som coupé (tb) och targa (ts).

## 348 GTB/GTS
1993 presenterades de vidareutvecklade GTB (coupé) och GTS (targa). Förutom effekthöjningen fick bilen ny interiör.

## 348 Spider

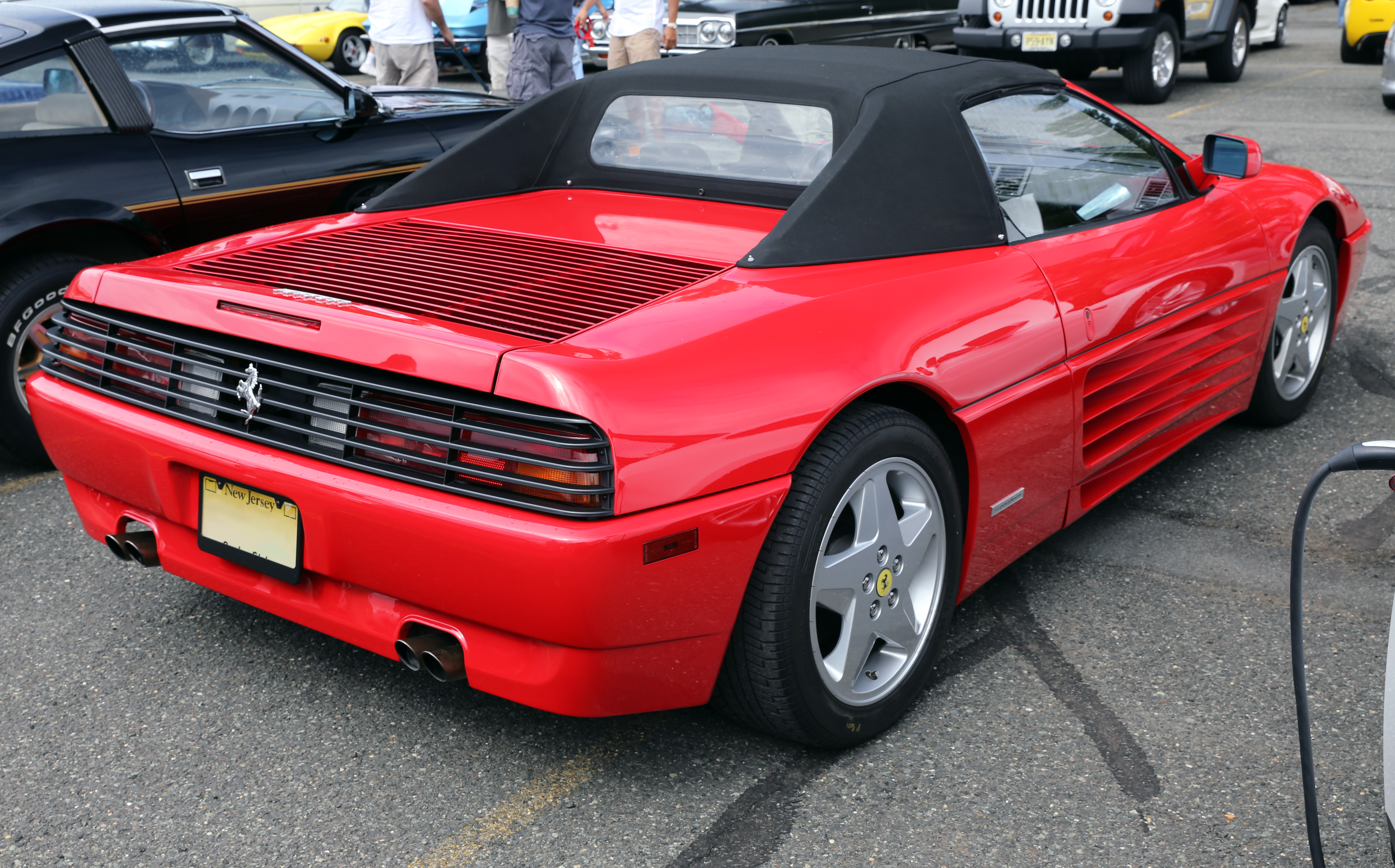
Ferrari 348 Spider

Våren 1993 presenterades den helt öppna Spider, den första tvåsitsiga Ferraricabben på över tjugo år. Den fungerade som ersättare till den nyligen nerlagda (och relativt svårsålda) Mondial Cabriolet.
Ferrari 348 tillverkades sammanlagt i över 8 000 exemplar.